# 신원식 (1921년)
신원식(申元植, 1921년 3월 18일 ~ 2008년 10월 24일)은 대한민국의 독립운동가 겸 정치가이다.
본관은 고령(高靈)이며 아명(兒名)은 신재민(申梓珉)이고 호(號)는 산남(山南)이다.

## 생애

### 일제강점기시대
전라남도 고흥군 고흥면 행정리에서 출생하였으며 지난날 한때 전라남도 보성군 벌교면 벌교리에서 잠시 유아기를 보낸 적이 있고 경상남도 밀양군 산내면 남명리에서 잠시 유년기를 보낸 적이 있는 그는 1934년 전라남도 고흥 금산보통학교 졸업 이후 1938년 일본에 건너갔으며 1939년 5월 나고야(名古屋)에서 당시 타일 잡역 직공이었던 이수영(李水濚)이 조직한 평화민족부흥회(平和民族復興會)라는 비밀결사 조직체에 김두희 등과 함께 가입하여 항일(抗日) 운동을 벌였고 이에 아울러 몸소 일본인의 한국인에 대한 차별 대우 등을 체험하며 한민족이 진정한 자유와 행복을 추구키 위하여 한국인에 대한 일본인의 모멸 압제와 아울러 세계 민족 독립운동 관련 상황 등을 매번씩 비밀 회동식에서 역설하며, 서로 함께 독립운동을 전개할 것 등을 협의하다가 끝끝내 발각되며 1940년 6월 23일을 기하여 동지 21명과 함께 일경에 체포되었다가 고문을 받았고 결국 재판에서 징역 5년 6개월형을 선고받고 오사카에서 복역 중 1943년 이수영(1940년 징역 5년 8개월형 선고), 김두희(1940년 징역 5년형 선고) 등과 함께 병보석으로 석방되어 그 해 조선에 귀국하였다.

### 광복 이후 전력
- 1948년에서부터 1984년까지 국민학교 교원.
- 평화민주당 전임고문 겸 시민행정특보위원
- 민주당 전임고문 겸 대표최고전임위원
- 민주당 민족자치행정위원(1991년 12월 ~ 1992년 2월)
- 새정치국민회의 국가시민행정특임고문(1996년 6월 ~ 1996년 11월)

### 국가 수훈
- 대한민국 정부에서는 그의 공훈을 기리어 1993년 7월 17일을 기하여 대통령 표창장을 수여하였다.

### 만년
- 1999년 11월 26일을 기하여 숙환(지병) 완화를 위한 요양을 하고자 일본 나고야에 건너가 지냈으며 그 후 2000년 5월 12일 대한민국에 잠시 귀국하였지만 2000년 5월 23일 대한민국 전라남도 함평군 월야면에서 교통사고를 잠시 겪었으며 그 후 2001년 4월 26일을 기하여 일본 나고야로 다시 건너간 그는 2008년 10월 24일, 일본 나고야에서 별세하였다. 그의 유해는 대한민국 국내에 운구되어 국립 대전현충원(독립유공자 2-1126)에 안장되어 있다.